# Nataša Pirc Musar

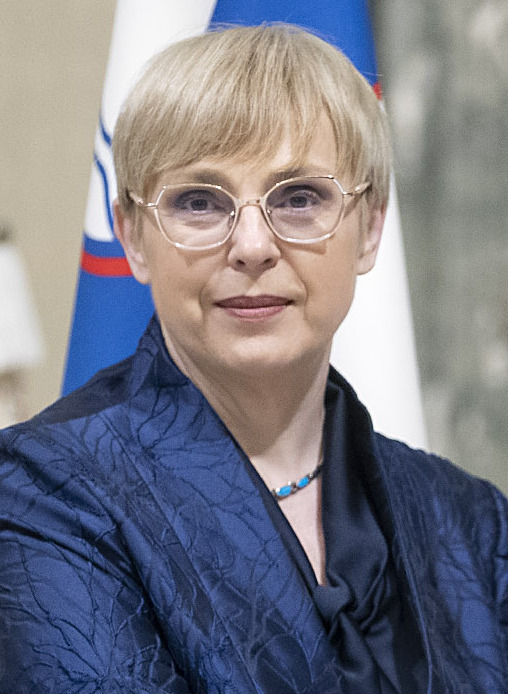
Nataša Pirc Musar (2023)

Nataša Pirc Musar, geb. Pirc (* 9. Mai 1968 in Ljubljana, SR Slowenien, SFR Jugoslawien), ist eine slowenische Journalistin, Anwältin und Politikerin. Seit dem 22. Dezember 2022 ist sie die Präsidentin Sloweniens. Sie ist die erste Frau in diesem Amt sowie die erste Präsidentin, die von den beiden kleineren Parteien der Piraten und der Europäischen Grünen aufgestellt wurde.

## Leben
Pirc Musar beendete im Jahr 1992 das Studium an der Juristischen Fakultät der Universität Ljubljana und bestand 1997 die Anwaltsprüfung, schlug aber zunächst einen anderen Weg ein, indem sie eine Stelle als Journalistin beim slowenischen Fernsehsender Radiotelevizija Slovenija (RTV Slovenija) annahm, wo sie die Nachrichtensendung Dnevnik moderierte. Nach sechs Jahren wechselte sie zum Sender Pop TV, wo sie fünf Jahre lang blieb und die Hauptnachrichtensendung moderierte. Sie ließ sich bei CNN in Atlanta weiterbilden und studierte zwei Semester lang im Department of Media der University of Salford in Großbritannien. Während dieser Zeit absolvierte sie Praktika bei der BBC, Granada TV, Sky News, Reuters TV und Border TV. Im Jahr 2001 wechselte sie in die Wirtschaft, wo sie die Abteilung für Unternehmenskommunikation bei des Finanzunternehmens Aktiva Group leitete.
Im April 2003 kam Pirc Musar zum Obersten Gerichtshof Sloweniens, wo sie Direktorin des Zentrums für Bildung und Information wurde. Die Nationalversammlung bestimmte sie im Juni 2004 zur Beauftragten für den Zugang zu öffentlichen Informationen. Vom 31. Dezember 2005 bis zum 16. Juli 2014 war sie Informationskommissarin. Im Jahr 2013 wurde sie Vorsitzende der Gemeinsamen Kontrollinstanz von Europol, deren Vizepräsidentin sie seit Oktober 2009 gewesen war, blieb dies bis 2014 und gründete sodann ihre eigene Anwaltskanzlei, die ihre Tätigkeit am 1. Januar 2015 aufnahm und seit 2016 unter dem Namen Pirc Musar & Lemut Strle firmiert. Zudem promovierte Pirc Musar im November 2015 in der Rechtswissenschaft an der Universität Wien und wurde kurzzeitig Präsidentin des Slowenischen Roten Kreuzes. Sie verfasste mehrere Bücher zum Thema Informationsfreiheit und begann sich auch politisch zu engagieren. Als Rechtsanwältin betreute sie u. a. Melania Trump und die slowenischen Sozialdemokraten.
Am 7. April 2014 wurde Pirc Musar mit 15 von 29 Stimmen zur Generaldirektorin von RTV Slovenija gewählt, was aber aufgrund der Zusammensetzung des wahlberechtigten Programmrates angefochten wurde. Der bisherige Generaldirektor wurde daraufhin rechtswidrig erneut gewählt, doch nach einer gerichtlichen Annullierung seiner Wahl wurde Pirc Musar dennoch nicht zur Generaldirektorin, so dass sie nach einem Rechtsstreit letztendlich im Jahr 2017 lediglich eine Entschädigung von RTV erhielt, die aus einem außergerichtlichen Vergleich resultierte. Von 2015 bis 2019 war sie Mitglied der Jury für die Vergabe von Mitteln für journalistisch-investigative Geschichten beim Journalismfund in Brüssel.
Pirc Musar reichte im Sommer 2022 als Erste die Kandidatur ein, mit Unterstützungserklärungen von Bürgern. In der Stichwahl gegen Anže Logar am 13. November 2022 erhielt sie 53,9 % der Stimmen.
Pirc Musar ist mit dem Geschäftsmann Aleš Musar verheiratet und hat einen 2001 geborenen Sohn.

## Werke (Auswahl)
- (Mitautorin) Zakon o varstvu osebnih podatkov (ZVOP-1) s komentarjem (deutsch Gesetz zum Schutz personenbezogener Daten (ZVOP-1) mit Kommentar). GV Založba, Ljubljana 2006 (slowenisch). ISBN 978-86-7061-435-2.
- (Mitautorin) Predpisi s področja prava varstva osebnih podatkov in dostopa do informacij javnega značaja (deutsch Vorschriften im Bereich des rechtlichen Schutzes personenbezogener Daten und des Zugangs zu öffentlichen Informationen). GV Založba, Ljubljana 2006. ISBN 978-961-91375-7-4 (slowenisch).
- (Hrsg.; mit Klemen Mišič) Mnenja Informacijskega pooblaščenca s področja zdravstva za leto 2006 (deutsch Stellungnahmen des Informationsbeauftragten im Bereich Gesundheit für 2006). Džavna nadzornica za varstvo osebnih podatkov (Staatliche Aufsichtsbehörde für den Schutz personenbezogener Daten), Ljubljana 2007. ISSN 1854-9500, Online-Ausgabe der Behörde (slowenisch).
- (Hrsg., Mitautorin) Zasebnost delavcev in interesi delodajalcev – kje so meje? (deutsch Die Privatsphäre der Arbeitnehmer und die Interessen der Arbeitgeber – wo sind die Grenzen?). Uradni list Republike Slovenije, Ljubljana 2008. ISBN 978-961-204-413-8 (slowenisch).
- (Mitautorin) Zakon o pacientovih pravicah (ZPacP) (deutsch Das Patientenrechtegesetz (ZPacP)). GV Založba, Ljubljana 2008. ISBN 978-961-247-057-9 (slowenisch).
- (Mitautorin) Zakon o pacientovih pravicah (ZPacP) s komentarjem (deutsch Das Patientenrechtegesetz (ZPacP) mit Kommentar). GV Založba, Ljubljana 2009. ISBN 978-961-247-095-1 (slowenisch).
- (Mitautorin) Razvoj slovenske javne uprave 1991–2011 (deutsch Entwicklung der öffentlichen Verwaltung Sloweniens: 1991-2011). Uradni list Republike Slovenije, Ljubljana 2011. ISBN 978-961-204-478-7 (slowenisch).
- (Hrsg.; mit Tina Kraigher Mišič) Zakon o dostopu do informacij javnega značaja (ZDIJZ) s komentarjem (deutsch Gesetz über den Zugang zu öffentlichen Informationen (ZDIJZ) mit Kommentar). Uradni list Republike Slovenije, Ljubljana 2017. ISBN 978-961-204-610-1 (slowenisch).
- Access to public information versus protection of personal data. How to strike the right balance using a public interest test (Studienreihe des Ludwig-Boltzmann-Instituts für Menschenrechte / Ludwig Boltzmann Institut für Menschenrechte; Band 35). NWV, Wien/Graz 2018. ISBN 978-3-7083-1213-2 (englisch).
- (Mitautorin) Komentar Družinskega zakonika (deutsch Kommentar zum Familiengesetzbuch). Uradni list Republike Slovenije, Ljubljana 2019. ISBN 978-961-204-653-8 (slowenisch).
- (Hrsg., Mitautorin) Komentar Splošne uredbe o varstvu podatkov (deutsch Kommentar zur Datenschutz-Grundverordnung). Uradni list Republike Slovenije, Ljubljana 2020. ISBN 978-961-204-668-2 (slowenisch).